# Wassd scho? Bassd scho!
Wassd scho? Bassd scho! (Kurzform: WSBS, hochdeutsch: „Weißt Du schon? Das passt schon!“ i. S. v. „Ist in Ordnung!“, unterfränkisch und mittelfränkisch auch „Exzellent! Ich bin begeistert!“) ist eine fränkische Comedy Rock-Pop-Band aus Nürnberg.

## Geschichte
1998 entstand das Bandkonzept, das aus Radiohits mit fränkischen Texten und einer Portion Comedy besteht. Nach zwei Alben, zwei Maxi-CDs und einer Single mit Cover-Versionen folgte 2009 das erste Album mit Eigenkompositionen. Die Band spielt seit ihrer Gründung in der Urbesetzung.
Ihr Debütalbum Lebbkoungcity (Lebkuchenstadt) aus dem Jahr 2000 zog Engagements bei großen Festivals wie Rock im Park und Rock am Ring nach sich. Noch im selben Jahr brachte WSBS – wie die Band auch genannt wird – eine Weihnachts-Maxi-CD Um Himmels Will’n auf den Markt. Es folgten Auftritte im RTL Franken-Live TV und in diversen Radiosendungen beispielsweise beim Bayerischen Rundfunk.
Das zweite Album Schnalld Eich ohh (Schnallt Euch an), das 2003 folgte, entstand im bandeigenen Tonstudio und öffnete den gebürtigen Nürnbergern erneut das Tor zu Rock im Park, zum Bardentreffen Nürnberg, zum Fürth Festival und weiteren Großveranstaltungen. 2005 folgte die erste Eigenkomposition in Form der Sommersingle Wall widdä Summä is (Weil wieder Sommer ist). 2007 erschien die CD Mir sinn dä Glubb (Wir sind der Club) mit fünf Fußballliedern für den 1. FC Nürnberg. Im Mai 2009 folgte das dritte Album Dodohl Exglusief (Total Exklusiv) mit Eigenkompositionen. 2010 folgte die Maxi-CD Bägglä baggn! (Päckchen packen!) mit 5 Weihnachtsliedern und Comedy.
Am 8. Januar 2023 verstarb im Alter von 56 Jahren überraschend Frontmann Roman Sörgel, der seit 2011 auch als Comedian unter dem Namen Bembers erfolgreich war.

## Diskografie
- Lebbkoungcity (2000, Album): zwölf fränkische Cover-Hits und Comedy
- Um Himmels Willn (2000, Maxi-CD): vier fränkische Weihnachtslieder und Comedy
- Schnalld Eich ohh (2003, Album): zwölf fränkische Cover-Hits und Comedy
- Wall widdä Summä is (2005, Single-CD): Radioversion, zwei Remixe und Comedy
- Mir sinn dä Glubb (2007, Maxi-CD): fünf Fußballlieder für den 1. FC Nürnberg
- Wir haben den Pokal (2007, Single-CD): drei Fußballlieder exklusiv für den 1. FC Nürnberg
- Dodohl Exglusief (2009, Album): zwölf Eigenkompositionen
- Bägglä baggn! (2010, Maxi-CD): fünf fränkische Weihnachtslieder und Comedy